# Melanopsina
Melanopsina é um fotopigmento encontrado em foto-receptores da retina que estão envolvidos na regulação dos ritmos circadianos, do reflexo da pupila, e outras respostas não-visuais à luz. Em estrutura, a melanopsina é uma opsina.